# Mark Metcalf
Mark Metcalf (n. 11 martie 1946, Findlay⁠(d), Ohio, SUA) este un actor american de televiziune și film cunoscut pentru interpretarea unor personaje autoritare.
Cel mai cunoscut rol al său este cel al ofițerului sadic Douglas C. Neidermeyer în filmul de comedie Peripeții la colegiu⁠(d) din 1978, personaj imitat ulterior în videoclipurile melodiilor „We're Not Gonna Take It⁠(d)” și „I Wanna Rock⁠(d)” din 1984 ale formației de heavy metal Twisted Sister⁠(d).
De asemenea, a fost Maestro⁠(d) în două episoade ale sitcomului Seinfeld și Stăpânul⁠(d) atât în serialul Buffy, spaima vampirilor, cât și în spin-off-ul Angel.

## Biografie
Metcalf s-a născut în Findlay, Ohio⁠(d). Tatăl său era inginer constructor⁠(d). Acesta a crescut în Webster Groves, Missouri⁠(d), o suburbie a orașului St. Louis. În 1959, s-a mutat cu familia în New Jersey și a urmat studiile la Liceul Westfield⁠(d). A absolvit în 1964.
S-a înscris la programul de inginerie din cadrul Universității din Michigan. A jucat în prima sa piesă de teatru - Henric al VI-lea - la universitate. Primul său rol profesionist a fost pe scena Teatrului de repertoriu din Milwaukee⁠(d) în 1971. La începutul anilor 1970, s-a mutat în New York, având roluri atât în teatrul clasic, cât și în cel modern, iar mai târziu a plecat spre California pentru a urma o carieră în film.

## Cariera
Primul rol de film important a fost cel al ofițerului cadet ROTC⁠(d) Douglas Neidermeyer în comedia Peripeții la colegiu⁠(d). În 1984, Metcalf a interpretat personaje similare în videoclipurile melodiilor „We’re Not Gonna Take It” (părinte autoritar) și „I Wanna Rock” (profesor de liceu autoritar) ale formației Twisted Sister.
Pe parcursul anilor 1980 și 1990, a fost actor invitat în mai multe seriale de televiziune, inclusiv Miami Vice, Walker, Texas Ranger și Party of Five⁠(d). De asemenea, a avut roluri secundare în seriale precum Hill Street Blues⁠(d), Teen Angel⁠(d), Star Trek: Voyager, Ally McBeal și Justiție militară. În 1993, s-a mutat la Hollywood.
Unul dintre cele mai memorabile roluri ale sale este cel din episodul „The Maestro⁠(d)” (sezonul șapte) al serialului Seinfeld. Acesta interpretează un dirijor egocentric aflat într-o relație cu personajul Elaine Benes⁠(d) (Julia Louis-Dreyfus), care insistă să fie numit „Maestrul”. Metcalf și-a reluat rolul în episodul „The Doll⁠(d)” din același sezon.
Din 1997 până în 2002, Metcalf l-a interpretat pe vampirul Stăpânul⁠(d) în mai multe episoade din Buffy, spaima vampirilor și din spin-off-ul Angel.
În 2000, Metcalf s-a mutat din Los Angeles în Bayside, Wisconsin⁠(d) împreună cu soția Elizabeth „Libby” Wick și fiul lor Julius. Acesta urma să deschidă un restaurant și nu intenționa să-și continue cariera de actor, deoarece avea un fiu cu nevoi speciale. Totuși, Metcalf a fost abordat de directorul Teatrului pentru copii First Stage⁠(d) din Milwaukee pentru a juca într-o reprezentație, iar acesta a continuat să apară în câteva producții ale tetrului. Cu sprijinul Festivalului de Film de la Milwaukee⁠(d), Metcalf a produs în fiecare an un scurtmetraj bazat pe un scenariu scris de un licean înscris în programul Student Screenwriting Competition dezvoltat de acesta. De asemenea, a scris articole despre filme pentru revista online OnMilwaukee⁠(d).
În 2009, Metcalf a jucat rolul primarului Johnson în episodul „Souvenir” al serialului Mad Men.
După ce s-a mutat în Missoula, Montana⁠(d) în 2013, Metcalf s-a implicat din nou în teatrul local, interpretând rolul lui Ebenezer Scrooge⁠(d) într-o producție a nuvelei Colind de Crăciun a lui Charles Dickens pusă în scenă de Universitatea din Montana⁠(d).
În 2019, Metcalf a jucat rolul șeriful Roy în filmul The Field al regizorului Tate Bunker, alături de Barry Bostwick⁠(d) și Veronica Cartwright. Acesta a fost subiectul scurtmetrajului documentar Character al Verei Brunner-Sung, difuzat în premieră la Festivalul de Film de la Sundance în 2020. Cei doi s-au cunoscut prin intermediul unui prieten comun după mutarea în Columbus, Ohio.

## Viața personală
Metcalf are un fiu, Julius, împreună cu Elizabeth "Libby" Wick. Cuplul s-a mutat din Los Angeles în Bayside, Wisconsin în 2000. Cei doi dețineau și administrau un restaurant intitulat Libby Montana în apropiere de Mequon, Wisconsin⁠(d). Metcalf a intentat acțiunea de divorț în 2003, iar Wick a devenit unicul proprietar al restaurantului începând din 2006.
În 2013, acesta s-a mutat în Missoula, Montana, pentru a fi mai aproape de Julius, la momentul respectiv student la Universitatea din Montana.

## Filmografie
| An   | Titlu                        | Rol                 | Note |
| ---- | ---------------------------- | ------------------- | ---- |
| 1977 | Julia                        | Pratt               |      |
| 1978 | Animal House                 | Doug Neidermeyer    |      |
| 1979 | Chilly Scenes of Winter      | Ox                  |      |
| 1980 | Where the Buffalo Roam       | Dooley              |      |
| 1983 | The Final Terror             | Mike                |      |
| 1984 | Almost You                   | Andrews             |      |
| 1985 | The Heavenly Kid             | Joe Barnes          |      |
| 1986 | One Crazy Summer             | Aguilla Beckersted  |      |
| 1988 | Mr. North                    | Mr. Skeel           |      |
| 1989 | The Oasis                    | Eric                |      |
| 1991 | Oscar                        | Milhous             |      |
| 1995 | A Reason to Believe          | Dean Kirby          |      |
| 1995 | Rage                         | Lt. Gov. Dalquist   |      |
| 1996 | The Stupids                  | Colonel Neidermeyer |      |
| 1997 | Hijacking Hollywood          | Michael Lawrence    |      |
| 1997 | Loose Women                  | Director Marsh      |      |
| 1999 | Drive Me Crazy               | Mr. Rope            |      |
| 2000 | The Million Dollar Kid       | Officer Bob         |      |
| 2002 | Britney, Baby, One More Time | Barfly              |      |
| 2002 | Sorority Boys                | John Kloss          |      |
| 2002 | Lone Hero                    | Marshall Harris     |      |
| 2006 | The Legend Trip              | Charles Knotting    |      |
| 2007 | The Sleeper                  | Richmond            |      |
| 2009 | Modus Operandi               | Copper Gore         |      |
| 2011 | Fort McCoy                   | Mr. Gerkey          |      |
| 2011 | We Will Rock You             | Major Emile Hickory |      |
| 2012 | Playback                     | Chris Safford       |      |
| 2012 | Little Red                   | Lou                 |      |
| 2012 | The Smart Ones               | Professor Faron     |      |
| 2013 | Billy Club                   | The Umpire          |      |
| 2014 | Hamlet A.D.D.                | Speedy McSpitty     |      |
| 2017 | Manlife                      | Alfred Lawson       | Voce |
| 2018 | A Futile and Stupid Gesture  | Second Publisher    |      |
| 2019 | The Field                    | Sheriff Roy         |      |

### Televiziune
| An         | Titlu                                 | Rol              | Note                                            |
| ---------- | ------------------------------------- | ---------------- | ----------------------------------------------- |
| 1975       | Karen                                 | Jess Walker      | Episodul: "I Gave at the Office"                |
| 1978       | Julie Farr, M.D.                      | Buddy            | Episodul: "Careers"                             |
| 1979       | Barnaby Jones                         | Ted Parker       | 2 episoade                                      |
| 1981       | Breaking Away                         | The Racer        | Episodul: "La Strada"                           |
| 1981       | Hill Street Blues                     | Officer Harris   | 4 episoade                                      |
| 1982       | Teachers Only                         | David            | Episodul: "Diana, Substitute Mother"            |
| 1983       | For Love and Honor                    | Major Camden     | Episodul: "Rite of Passage"                     |
| 1983       | Hotel                                 | Chuck            | Episodul: "Confrontations"                      |
| 1986       | One Life to Live                      | Stick            | 3 episoade                                      |
| 1988       | Miami Vice                            | Agent Brody      | Episodul: "Baseballs of Death"                  |
| 1989       | A Man Called Hawk                     | Mr. Kirkpatrick  | Episodul: "The Divided Child"                   |
| 1991       | L.A. Law                              | Greg Morrison    | Episodul: "As God Is My Co-Defendant"           |
| 1991       | Dream On                              | The Creature     | Episodul: "The Second Greatest Story Ever Told" |
| 1991       | Guilty Until Proven Innocent          | Ron D'Angelo     | Film de televiziune                             |
| 1991       | A Woman Named Jackie                  | George Smathers  | 2 episoade                                      |
| 1992       | Dead Ahead: The Exxon Valdez Disaster | Dennis Kelso     | Film de televiziune                             |
| 1993       | Renegade                              | Russell          | Episodul: "The Champ"                           |
| 1994       | Silk Stalkings                        | Scott Finn       | Episodul: "The Last Campaign"                   |
| 1994       | Walker, Texas Ranger                  | Norval Hayes     | Episodul: "Deadly Vision"                       |
| 1994       | Dead at 21                            | Sheriff Sullivan | Episodul: "Love Minus Zero"                     |
| 1994       | Touched by an Angel                   | Nick Morrow      | Episodul: "The Southbound Bus"                  |
| 1995       | Melrose Place                         | Det. Bob Wilkens | 2 episoade                                      |
| 1995, 1996 | Seinfeld                              | Bob Cobb         | 2 episoade                                      |
| 1996       | Party of Five                         | Mr. Reeves       | Episodul: "Unfair Advantage"                    |
| 1997–1998  | Teen Angel                            | Roderick Nitzke  | 7 episoade                                      |
| 1997, 1998 | Ally McBeal                           | Attorney Walden  | 2 episoade                                      |
| 1997–2002  | Buffy the Vampire Slayer              | The Master       | 8 episoade                                      |
| 1998       | Star Trek: Voyager                    | Hirogen Medic    | 2 episoade                                      |
| 1999       | JAG                                   | Captain Pike     | 3 episoade                                      |
| 2000       | Angel                                 | The Master       | Episodul: "Darla"                               |
| 2001       | Warden of Red Rock                    | Carl McVale      | Film de televiziune                             |
| 2006       | Video on Trial                        | Abusive Father   | Episodul #2.6                                   |
| 2009       | Mad Men                               | Mayor Johnson    | Episodul: "Souvenir"                            |